# FC Erfurt Nord
Der FC Erfurt Nord ist ein deutscher Fußballverein aus Erfurt-Ilversgehofen, der derzeit ca. 200 Mitglieder hat. In der Spielzeit 1976/77 spielte die Mannschaft unter dem Namen BSG Umformtechnik Erfurt in der DDR-Liga. 2003 entstand aus der Fußballabteilung des SSV Erfurt-Nord der FC Erfurt-Nord. Momentan spielen die Erfurter in der Thüringenliga und tragen ihre Heimspiele in dem 2.000 Zuschauer fassenden Sportforum Grubenstraße aus.

## Geschichte

### 1902–1945
Der Verein wurde 1902 als Teutonia Erfurt gegründet und fusionierte 1912 mit FC Germania Erfurt zur SpVgg Erfurt. Der Verein trat dem Verband Mitteldeutscher Ballspiel-Vereine (VMBV) bei. Bereits in der Saison 1915/16 errang man die erste Nordthüringer Gaumeisterschaft, jedoch wurden wegen des Ersten Weltkrieges keine Play-offs zur deutschen Meisterschaft gespielt. 1921/22 gelang dieses erneut und in der Finalgruppe der Mitteldeutschen Meisterschaft belegte die Mannschaft den 6. Platz. Auch 1924/25 erreichte man den Nordthüringer Gautitel und scheiterte in der zweiten Runde der Play-offs zur Mitteldeutschen Meisterschaft mit 1:2 an SV 1901 Gotha (1. Runde: SpVgg Erfurt – VfL Meiningen 8-1). Auch im Jahr darauf wurde man Gaumeister und scheiterte ebenfalls in der zweiten Runde, diesmal an Preußen Langensalza mit 0:3 (1. Runde: SpVgg Zella-Mehlis – SpVgg Erfurt 2-4). Der nächste Gautitel folgte 1928/29, jedoch war auch hier in der zweiten Runde Endstation – 0:2 gegen den SC Apolda (erste Runde: Preußen Nordhausen – SpVgg Erfurt 4-7). Noch erfolgreicher war man in der folgenden Saison, erneut als Nordthüringer Gaumeister schaffte es die Mannschaft bis ins Halbfinale der Mitteldeutschen Meisterschaft, in dem das Team mit 5:2 beim Dresdner SC unterlag (2. Runde: Wacker Nordhausen – SpVgg Erfurt 0-1, Viertelfinale: SpVgg Erfurt – Borussia Halle 1-0).
1933 qualifizierten sich die Erfurter für die neu gegründete Gauliga Mitte, damals die höchste deutsche Spielklasse.
| Saison  | Platz | Punkte | Tore  | Bemerkung          |
| ------- | ----- | ------ | ----- | ------------------ |
| 1933/34 | 4     | 20:16  | 43:45 |                    |
| 1934/35 | 8     | 15:21  | 27:38 |                    |
| 1935/36 | 5     | 18:18  | 32:34 |                    |
| 1936/37 | 7     | 15:21  | 29:36 |                    |
| 1937/38 | 6     | 16:20  | 26:46 |                    |
| 1938/39 | 9     | 9:27   | 15:42 | Abstieg            |
| 1942/43 | 2     | 21:15  | 35:31 | Neuling            |
| 1943/44 | 2     | 24:12  | 53:34 |                    |
| 1944/45 | -     | -      | -     | Saison abgebrochen |

### 1945–1989

Historisches Logo von UT Erfurt

Nach der Zwangsauflösung aller Vereine in der sowjetischen Besatzungszone wurde 1946 der Verein unter dem Namen SG Erfurt-Nord neu gegründet und fusionierte 1947 mit der SG Erfurt-Ost zur SG Nordstern Erfurt, um kurze Zeit später in Union Erfurt umbenannt zu werden. 1948 nahm der Verein an der Thüringer Meisterschaft teil und wurde 1949 zunächst in BSG Pels Erfurt umbenannt und 1951 in BSG Stahl Erfurt. 1952/53 erreichte der Verein unter dem Namen BSG Motor Nord Erfurt in der Bezirksliga Erfurt den 7. Platz. Nach den Plätzen 2, 2, 5 und 3 in den Folgejahren stieg der Verein als Erster der Bezirksliga 1957 in die II. DDR-Liga auf. Hier belegte er in der Spielzeit 1958 als Aufsteiger den 8. Platz und verpasste als Zweiter der Spielzeit 1959 den Aufstieg nur knapp. Bis zur Auflösung der Liga 1963 erreichte der Verein noch die Plätze 4, 8 und 13. Nach dem Abstieg 1964/65 gelang in der nächsten Saison der Wiederaufstieg und der Verein erreichte Tabellenplatz 3. Bis 1972 etablierte er sich in der Liga und erreichte die Plätze 7, 8, 11, 13 und 3.
Im Jahr 1972 erfolgte die Umbenennung in BSG Umformtechnik Erfurt, 1972/73 erreichten die Fußballer des Vereins den 5. Platz der Bezirksliga, zum Abschluss der Saison 1973/74 belegte die Mannschaft den 8. Platz. Der Fußballmannschaft der Männer gelang 1975 der 6. Platz, im gleichen Jahr gewann die Frauenmannschaft den FDGB-Pokal im Handball. 1975 stieg die Fußballmannschaft in die DDR-Liga auf, stieg jedoch 1976/77 wieder ab. Die Handballmannschaft der Frauen schaffte für eine Saison den Aufstieg in die Oberliga und die Fußballer nahmen zum einzigen Mal am FDGB-Pokal teil. In der Bezirksliga erreichten sie als Absteiger den 4. Platz. Während die Fußballer zehn weitere Jahre in der Bezirksliga spielten, gelang es den Handballerinnen unter Leitung des Trainers Bernd Fleck von 1982 bis 1985 wieder in der ersten Liga zu spielen und unter Trainer Dago Leukefeld waren die Frauen ab 1987 erneut erstklassig. In der Spielzeit 1987/88 stiegen die Fußballer aus der Bezirksliga ab, schafften jedoch den sofortigen Wiederaufstieg um in den beiden letzten Spielzeiten Platz 14 und 8 zu erreichen.

### Ab 1990
1990 erfolgte die Umbenennung in SSV UT Erfurt, ab 1992 trat man als SSV Erfurt-Nord an. Die Handballer verließen den Verein nach der Wende, um später den Thüringer HC zu gründen. 1995 gelang den Fußballern der Aufstieg in die Thüringenliga und sie beendeten die Saison 1995/96 und 1996/1997 jeweils auf Platz 9. In der Spielzeit 1997/98 wurde die Mannschaft Landesmeister Thüringen und stieg in die Oberliga Nordost (Staffel Süd) auf. Während in der ersten Saison der 12. Platz noch zum Klassenerhalt reichte, stieg der Verein 1999/2000 mit derselben Platzierung wieder ab. In der Saison 2002/03 wurde die Mannschaft wiederum Thüringenmeister.
Am 12. März 2003 gliederte sich die Fußballabteilung aus dem Gesamtverein aus und benannte sich in FC Erfurt-Nord um. Unter diesem Namen erreichte der Verein in der Oberliga Nordost (Staffel Süd) zunächst den 15. Platz, im Jahr darauf reichte es nur noch zum 17. und vorletzten Platz, verbunden mit dem Abstieg in die Thüringenliga, wo die Mannschaft in der Saison 2005/06 den 12. Platz erreichte.
Am 27. April 2006 musste der Verein einen Insolvenzantrag stellen. Damit verbunden war der Zwangsabstieg zum Ende der Saison. Nach Abschluss des Insolvenzverfahrens entschied sich die Mitgliederversammlung des Vereins am 21. August 2006 einstimmig für das Fortbestehen des Vereins. So nahm der Verein in der Saison 2006/07 mit der 1. Mannschaft den zugewiesenen Platz in der Landesklasse Staffel Ost ein. Diese Klasse konnte wiederum nicht gehalten werden und der FC Erfurt-Nord wurde Letzter. Ab der Saison 2007/08 spielte der Verein in der achtklassigen Bezirksliga (Erfurt) und erreichte hier die Plätze 7 und 8 und wiederum 7, wobei man die Saison 2009/10 in einer Spielgemeinschaft mit dem benachbarten TSV Mittelhausen antrat. Nach der Umstrukturierung des Thüringer Fußballs zur Saison 2010/11 ist der Verein nunmehr der achtklassigen Regionalklasse, Staffel 4, zugeordnet worden.
Seit 2012/13 spielten die Nord-Erfurter in der Nachfolgestaffel der Regionalklasse, der Kreisoberliga Erfurt-Sömmerda. 2014 wurden sie dort Meister und stiegen in die Landesklasse Thüringen auf. Nach mehreren Saisons in der Landesklasse Thüringen gelang es nach einer dominanten Leistung der Mannschaft in der Hin- und auch der beginnenden Rückrunde der Saison 2019/20 den 1. Platz bis zum 16. Spieltag zu halten. Durch die COVID-19-Pandemie in Deutschland kam es im Thüringer Fußball erst zu einem Abbruch der Saison, was für den Verein bedeutet hätte, dass auch in der darauffolgenden Saison wieder um den Aufstieg gespielt hätte werden müssen. Doch nachdem das Verbandsgericht des Thüringer Fußball-Verbandes sich gegen dessen Entscheidung zum Abbruch gestellt hatte, wurde mithilfe der Quotientenregel die Saison doch noch gewertet und der FC Erfurt Nord kehrte 14 Jahre nach dem insolvenzbedingten Zwangsabstieg in die Thüringenliga zurück.

## Statistik
- Aufstieg in die DDR-Liga: 1976
- Meister der Thüringenliga 1997/98
- Finalist Thüringenpokal 2000
- Meister der Thüringenliga 2002/03
- Ewige Tabelle der DDR-Liga: Rang 179

## Bekannte ehemalige Spieler und Trainer

### Spieler
- Stefan Böger
- Gerhard Franke
- Ronny Hebestreit
- Carsten Klee
- Lutz und Roland Garthoff[7]

### Trainer
- Gerhard Bäßler
- Reinhard Häfner
- Jürgen Heun
- Otto Höxtermann, Spielertrainer der SpVgg[8]
- Albert Krebs
- Helmut Nordhaus
- Carsten Sänger